# Karl Pruner
Karl Pruner (* in Toronto, Ontario) ist ein kanadischer Theater- und Filmschauspieler sowie Synchronsprecher.

## Leben
Pruner befindet sich seit 2007 in zweiter Ehe mit der Schauspielerin Joanna Bennett. Zuvor war er mit Sharon Jackson verheiratet, mit der er zwei Kinder zeugte. Er gehörte ab 1977 zur English Theatre Company des National Arts Centre.
Pruner begann seine Schauspiellaufbahn im Fernsehen mit Besetzungen in verschiedenen Fernsehserien. Von 1989 bis 1994 stellte er die Rolle des Dan Watson in der Fernsehserie E.N.G. dar. Von 1996 bis 1997 verkörperte er in insgesamt 13 Episoden die Rolle des Stephen Bennett in der Fernsehserie Amanda und Betsy, 1999 war er in 22 Episoden als Ian Farve in Total Recall 2070 zu sehen. Ab den 2000er Jahren lag sein Fokus vermehrt auf Fernsehfilmen.

## Filmografie
- 1980: Matt und Jenny – Abenteuer im Ahornland (Matt and Jenny) (Fernsehserie, Episode 1x24)
- 1980: Der Vagabund – Die Abenteuer eines Schäferhundes (The Littlest Hobo) (Fernsehserie, Episode 2x02)
- 1987: Bluffing It (Fernsehfilm)
- 1988: Adderly (Fernsehserie, Episode 2x17)
- 1988: T and T (Fernsehserie, Episode 1x17)
- 1988: Die Waffen des Gesetzes (Street Legal) (Fernsehserie, Episode 3x04)
- 1988: Der Preis der Gefühle (The Good Mother)
- 1988: Twilight Zone (Fernsehserie, Episode 3x13)
- 1989–1994: E.N.G. (Fernsehserie, 96 Episoden)
- 1991: The Hidden Room (Fernsehserie, Episode 1x01)
- 1991: Thick as Thieves
- 1994: Nick Knight – Der Vampircop (Forever Knight) (Fernsehserie, Episode 2x08)
- 1995: Kung Fu – Im Zeichen des Drachen (Kung Fu: The Legend Continues) (Fernsehserie, Episode 3x09)
- 1995: Side Effects – Nebenwirkungen (Side Effects) (Fernsehserie, Episode 2x07)
- 1996: Das Mädchen aus der Stadt (Road to Avonlea) (Fernsehserie, Episode 7x05)
- 1996: Ein Mountie in Chicago (Due South) (Fernsehserie, Episode 2x08)
- 1996: Tek War – Krieger der Zukunft (TekWar) (Fernsehserie, Episode 1x18)
- 1996: Bedrohliche Leidenschaft (Hostile Advances: The Kerry Ellison Story) (Fernsehfilm)
- 1996: Der Untergang der Cosa Nostra (Gotti) (Fernsehfilm)
- 1996–1997: Amanda und Betsy (Ready or Not) (Fernsehserie, 13 Episoden)
- 1997: Wind at My Back (Fernsehserie, Episode 1x07)
- 1997: Dark Prayer – Tödliche Bedrohung (A Prayer in the Dark) (Fernsehfilm)
- 1997: Ein ganz normaler Heiliger (Nothing Scared) (Fernsehserie, Episode 1x01)
- 1997: Newton: A Tale of Two Isaacs (Fernsehfilm)
- 1998: Die Ehebrecher (When Husbands Cheat) (Fernsehfilm)
- 1998: PSI Factor – Es geschieht jeden Tag (PSI Factor – Chronicles of the Paranormal) (Fernsehserie, Episode 2x14)
- 1998: This Matter of Marriage (Fernsehfilm)
- 1998: Der Macher – Im Sumpf der Korruption (The Fixer) (Fernsehfilm)
- 1998: The Wonderful World of Disney (Fernsehserie, Episode 1x20)
- 1998: The Long Island Incident (Fernsehfilm)
- 1998: Thanks of a Grateful Nation (Fernsehfilm)
- 1999: Total Recall 2070 (Fernsehserie, 22 Episoden)
- 1999: Ich liebe Dick (Dick)
- 1999: Agenten des Todes (In the Company of Spies)
- 1999: War of 1812 (Mini-Serie, 4 Episoden)
- 2000: The Crossing – Die entscheidende Schlacht (The Crossing) (Fernsehfilm)
- 2000: Zweimal im Leben (Twice in a Lifetime) (Fernsehserie, Episode 1x18)
- 2000: Tausche Hollywood gegen Liebe (Catch a Falling Star) (Fernsehfilm)
- 2000: Finding Buck McHenry (Fernsehfilm)
- 2000: Mamas Rendezvous mit einem Vampir (Mom's Got a Date with a Vampire) (Fernsehfilm)
- 2000: Die einzig wahre Liebe (One True Love) (Fernsehfilm)
- 2001: Fall
- 2001: Jackie, Ethel, Joan: The Women of Camelot (Fernsehfilm)
- 2001: The Associates (Fernsehserie, Episode 1x10)
- 2001: Lügen, Sex und Leidenschaft (Sex, Lies & Obsession) (Fernsehfilm)
- 2001: L’or (Fernsehserie)
- 2001: I Was a Rat (Mini-Serie, 3 Episoden)
- 2002: Doc (Fernsehserie, Episode 2x14)
- 2002: Crossed Over (Fernsehfilm)
- 2002: Trudeau (Fernsehfilm)
- 2002: Expecting
- 2002: Das Verhör von Michael Crowe (The Interrogation of Michael Crowe) (Fernsehfilm)
- 2002: Chasing Cain II: Face (Fernsehfilm)
- 2003: Der Einsatz (The Recruit)
- 2003: Burn: The Robert Wraight Story (Fernsehfilm)
- 2003: Insects – Die Brut aus dem All (Threshold) (Fernsehfilm)
- 2003: Mutant X (Fernsehserie, Episode 2x19)
- 2003: Bugs – Die Killerinsekten (Bugs) (Fernsehfilm)
- 2003: The Elizabeth Smart Story (Fernsehfilm)
- 2003: Thought Crimes – Tödliche Gedanken (Thoughtcrimes) (Fernsehfilm)
- 2004: Willkommen in Mooseport (Welcome to Mooseport)
- 2004: Snakes & Ladders (Fernsehserie, Episode 1x04)
- 2004: The Skulls 3 (The Skulls III)
- 2004: Sue Thomas: F.B.I. (Sue Thomas: F.B.Eye) (Fernsehserie, Episode 2x13)
- 2004: Brave New Girl (Fernsehfilm)
- 2004: Zeyda and the Hitman
- 2004: Open Heart (Fernsehfilm)
- 2005: Puppets Who Kill (Fernsehserie, Episode 3x02)
- 2005: The River King
- 2005: Trudeau II: Maverick in the Making (Fernsehfilm)
- 2005: Tripping the Wire: A Stephen Tree Mystery (Fernsehfilm)
- 2006: Angela Henson – Das Auge des FBI (Angela’s Eyes) (Fernsehserie, Episode 1x06)
- 2006: The Wives He Forgot (Fernsehfilm)
- 2006: The Path to 9/11 – Wege des Terrors (The Path to 9/11) (Mini-Serie, 2 Episoden)
- 2007: Tipping Point (Fernsehfilm)
- 2008: The Trojan Horse (Mini-Serie, Episode 1x01)
- 2008: Flash of Genius
- 2008: The Border (Fernsehserie, Episode 2x04)
- 2009: Der Schrei der Eule (The Cry of the Owl)
- 2010: Living in Your Car (Fernsehserie, Episode 1x05)
- 2010: Die! – Ein Spiel auf Leben und Tod (Die)
- 2010: Happy Town (Fernsehserie, Episode 1x07)
- 2010: Die 19te Frau (The 19th Wife) (Fernsehfilm)

## Synchronisationen (Auswahl)
- 1998: Silver Surfer (Zeichentrickserie, Episode 1x07)
- 1999: Mythic Warriors: Guardians of the Legend (Zeichentrickserie, 2 Episoden)